# Relations entre l'Algérie et la Yougoslavie
Les relations entre l'Algérie et la Yougoslavie étaient des relations extérieures historiques entre la République algérienne démocratique et populaire et maintenant scindée en République fédérative socialiste de Yougoslavie. Les deux pays se sont auto-identifiés à la région méditerranéenne au sens large et ont partagé leur appartenance au Mouvement des non  alignés. Pendant la guerre d'Algérie, la Yougoslavie a fourni un soutien logistique et diplomatique important à la partie algérienne, ce qui a affecté ses relations inter-européennes avec la France. Au sein du Mouvement des pays non alignés, la Yougoslavie a étroitement collaboré avec les membres centraux autoproclamés de l'Inde et de l'Égypte, tandis que l'Algérie suivait le groupe progressiste autoproclamé dans lequel Cuba jouait un rôle de premier plan. La Yougoslavie a officiellement reconnu l'indépendance de l'Algérie le 5 septembre 1961 comme le premier pays d'Europe à le faire. Cela a conduit à la rupture des relations franco-yougoslaves lorsque Paris a décidé de retirer son ambassadeur de Belgrade.

## Histoire
Pendant la guerre d'Algérie, les représentants du Front de libération nationale ont décrit leur alliée méditerranéenne, la Yougoslavie, comme leurs plus proches alliés non arabes. Pendant la guerre, la Yougoslavie a reconnu de facto le FLN comme le représentant de la nation algérienne, mais compte tenu des avertissements sévères de la France a évité la reconnaissance de jure du mouvement. On pense que les premiers contacts secrets ont été établis en 1954 au Caire lorsque la Yougoslavie a officiellement vendu du matériel militaire à l'Égypte qui, après un mois, a été transféré en Algérie. En octobre 1956, Belgrade a accueilli la réunion entre Mohamed Khider du FLN et Pierre Herbaut de SFIO, tandis qu'à partir de 1957, la Yougoslavie a abandonné les efforts d'intermédiation et a décidé de soutenir ouvertement l'Algérie. À partir de ce moment, la marine française a commencé à croiser les navires de commerce yougoslaves en Méditerranée, croyant qu'ils apportaient de l'aide aux rebelles algériens.
Le 7 août 1957, la marine française découvrit et prit 70 tonnes d'équipement militaire du navire yougoslave Srbija tandis que la plus grosse livraison découverte fut découverte le 18 janvier 1958 près d'Oran lorsque le navire de Jadrolinija Slovenija fut retrouvé en possession de 148 tonnes de matériel militaire. Du 6 au 12 juin 1959, le président du Gouvernement provisoire de la République algérienne (GPRA), Ferhat Abbas, séjourna à Belgrade à l'invitation du Conseil exécutif fédéral (en). À l'issue de ce séjour, la Yougoslavie devint le premier État européen à reconnaître de facto le GPRA,. La reconnaissance de jure intervint lors de la conférence de Belgrade en 1961.
Le 2 février 1959, deux autres membres, Krim Belkacem et M'hamed Yazid, se sont entretenus avec l'ambassadeur de Yougoslavie en Tunisie. La Yougoslavie a fourni de la nourriture, des médicaments et des fournitures militaires aux combattants algériens que les Algériens n'attendaient pas d'un pays communiste européen de taille moyenne. La population yougoslave perçoit les expériences algériennes comme rappelant sa libération nationale et sa révolution pas si lointaines pendant la Seconde Guerre mondiale. Country a donc prêté attention à l'aspect culturel de la guerre d'Algérie et a envoyé ses photographes comme Stevan Labudović qui a enregistré 27 films et 274 photos en période 1959-1962, les journaux officiels d'El Moudjahid ont été publiés dans l'édition de Belgrade ainsi que le premier enregistrement gramophone du Kassaman. Le 1er mars 1960, le Front de libération nationale (FLN) a ouvert son bureau à Belgrade. Contre les vœux indiens mais avec le soutien de Sukarno et Nkrumah, le FLN algérien a été invité à assister à la Conférence des non-alignés de 1961 à Belgrade sous le statut de gouvernement souverain. Ahmed Ben Bella a visité la Yougoslavie en mars 1964.

### Liste des visites d'État bilatérales

#### Visites yougoslaves en Algérie

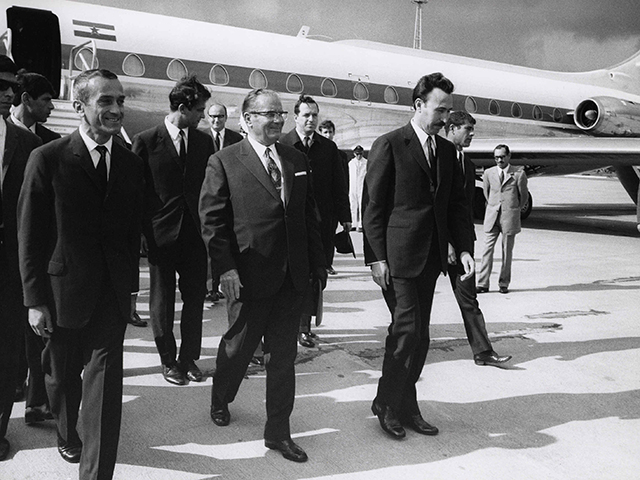
Président de la Yougoslavie Josip Broz Tito en Algérie (1969).

| Dates                  | Représentant officiel | Fonctions du représentant  |
| ---------------------- | --------------------- | -------------------------- |
| 24 au 30 avril 1965    | Josip Broz Tito       | Président de la République |
| 5 au 9 novembre 1969   | Josip Broz Tito       | Président de la République |
| 2 au 10 septembre 1973 | Josip Broz Tito       | Président de la République |
| 28 au 31 mai 1979      | Josip Broz Tito       | Président de la République |
| 20 au 21 octobre 1979  | Josip Broz Tito       | Président de la République |

#### Visites algériennes en Yougoslavie
| Dates                 | Représentant officiel | Fonctions du représentant  |
| --------------------- | --------------------- | -------------------------- |
| 9 juin 1959           | Ferhat Abbas          | Président du GPRA          |
| 2 septembre 1961      | Benyoucef Benkhedda   | Président du GPRA          |
| 5 au 13 mars 1964     | Ahmed Ben Bella       | Président de la République |
| 6 au 11 octobre 1966  | Houari Boumediène     | Président de la République |
| 12 au 14 juin 1967    | Houari Boumediène     | Président de la République |
| 15 octobre 1973       | Houari Boumediène     | Président de la République |
| 14 au 15 janvier 1978 | Houari Boumediène     | Président de la République |
| 22 au 1er août 1978   | Houari Boumediène     | Président de la République |